# Indothais javanica
Indothais javanica is een slakkensoort uit de familie van de Muricidae. De wetenschappelijke naam van de soort is voor het eerst geldig gepubliceerd in 1848 door Philippi.